# Rentiapril
Rentiapril là một chất ức chế men chuyển angiotensin.